# 大桃阿嬤
大桃阿嬷（1923年—2011年9月1日），本名劉黃阿桃，冠夫姓，臺灣桃園中壢人，晚年定居於高雄鳳山，是第一位出來公開指控日本政府的臺籍慰安妇。

## 生平

### 南洋受難
出生在貧困家庭的黃阿桃，家中排行第二，母親共生六男六女。十三歲時她就到台北市萬華一間照相館幫人煮飯。二十歲時，她在萬華的旅舍外見到招募看護婦到南洋工作、月薪達四百元的廣告，相較之下煮飯的月薪只有四元。朋友拉她一起去應徵，她本來擔心不識字不能作護士，但招募單位表示可去煮飯。她本來就擅長煮飯，就高興得去簽名、蓋章、申請戶口謄本。契約上的工作時間為六個月，雖然父親擔心有異，後還是依她。

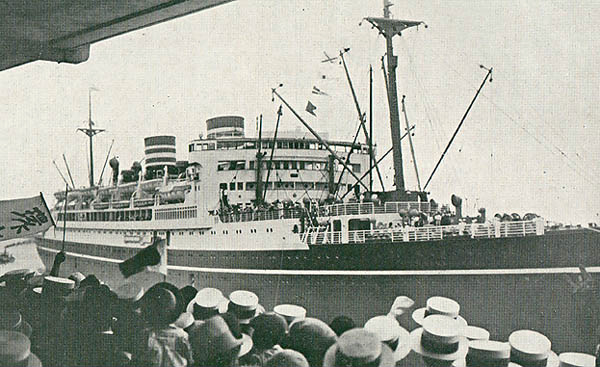
淺間丸

約一個星期後，黃阿桃等二十三位臺灣女子從高雄乘日艦「淺間丸」出發，一個月旅程與大日本帝国海军朝夕相處。該些軍人對她們不錯，會分食物給她們，也不會欺壓她們。一行人在望加錫登陸，於軍人招待所待了一個星期後轉搭船到印尼巴厘巴板。日本兵就把她們帶去慰安所，那處是一間一間隔開的房間，以及用砲彈箱釘成的床鋪。這群臺灣女子年紀最大的護士長頂多也才二十三歲、在臺就作護士的女子。住了約一個星期後，她們發現那個單位要「開業」、招牌寫「松の屋慰安所」，大家全部都哭了。
黃阿桃曾反抗老鴇，直到一位日本兵勸架才停，黃阿桃還是怒罵。後來改成一天接二十位士兵，可還是有額外工作。早上有士兵；晚上士官、軍官來過夜也要接受。
一次美軍炮襲，黃阿桃被炸傷，日本醫師替她動手術拿掉砲彈碎片，子宮卻也被拿掉，動完手術沒幾天，她又被強迫接客。有一些日本兵體諒她們的處境並給予關懷。一次，一位日本兵看到黃阿桃被炸傷還被強迫接客，就告訴她沒關係，讓她休息還並把票都給她；又有一次，一位日本兵來對門牌號碼時，發現她因瘧疾燒得很厲害，就用棉被把她裹住，以冷水幫她冰敷。她晚年時還是很感謝他們的同情。
日本投降後，她們這些慰安婦們還是不能馬上回家，還被以為她們是日本人的印尼原住民抓去，拿著竹籤威脅要刺死她們。黃阿桃就眼淚含著訴說臺灣人受到日人統治、教育，和接受日本政府命令的情形，以及她們被騙去當慰安婦的經過，終逃過劫難。
黃阿桃與父母失聯，母親向觀世音菩薩求卜時得到女兒已死的消息。之後，一位住在南洋三十幾年、叫「阿壽伯」的台僑送她們到台灣同鄉會集合。女子們負責煮飯，也有軍人、軍伕住在該處。大約半年，阿壽伯聯絡的船才一批一批配給過來，把她們送回台灣。回來時，時逢二二八事件，路上無車可搭、火車不通，她只好隨身行李只能一路走一路丟，走走停停，遇到牛車就搭便車，於鶯歌換坐人力車回桃園。到家時天色已暗，母親以為是鬼魂，怕到不敢出來接女兒。

### 塵封往事
黃阿桃回到中壢老家後，不敢告訴任何人那段記憶。
黃阿桃曾躲到到台南「華香汽水公司」工作，也曾碰到條件不錯的對象，但慰安婦的經歷讓她退縮。她也到過高雄旗山、美濃，四處換工作，甚至還去殺雞，只為了逃避父母的逼婚。後來生病的她受到朋友照顧，還勸她嫁給外省士兵。她不得已就把被騙去當慰安婦的經過告訴朋友。朋友聽完經過後，仍然鼓勵她。那時她很討厭外省人，雖不樂意，還是接受朋友的安排與該男子見面。
這位外省老兵姓劉，個性安靜內向、老實忠厚，天天去探望黃阿桃，也不說什麼，就是幫她做飯、打掃。之後，三十八歲的黃阿桃決心嫁他。當她哭著說起過去、坦言子宮也拿掉不能生。劉男依然娶她。
結婚時黃阿桃父母都很高興，還拿錢貼補家用。劉男回家後都會幫忙家務，黃阿桃的父親也稱讚女婿很勤勞。婚後他們夫妻領養了一個女兒。為了貼補家用，她到部隊包餿水回來餵豬，他父親知道後很傷心，她只能勸父親不要哭、以後不要再來看她。

### 出面指控
大桃阿嬤曾一度走投無路，曾乞求觀音菩薩，後夢到有一位老婆婆鼓勵還說有貴人相助。她認為夢中的人是神明的化身。夢境半個月過去，婦女救援基金會的江女士就來拜訪。一開始大桃阿嬤抱著懷疑的心態，不想把過往告訴陌生人。江女士表示基金會正在向政府爭取要幫慰安婦阿嬤們跟日本政府爭取賠償，心存疑慮的大桃阿嬤依然把事情經過都吐露，此後基金會就展開進行調查與協助。
大桃阿嬤開始出席記者會揭發日本政府當年暴行，跟隨王清峰和婦援會人員多次出國參加人權活動並赴日本法院提告。她的長孫也陪她參加相關活動，並和她去日本訴訟。原本她在黑幕後控訴，但是聽到韓國慰安婦阿嬤說：「該丟臉的是日本政府而不是我們。」激勵了她成為臺灣第一位公開控訴日軍暴行的慰安婦倖存者。1994年，她拿掉每次公開出席時矇臉的黑色面紗，並鼓勵其他慰安婦阿嬤一起公開露面，說：「見笑的，是日本人，不是阮！」
1995年日本政府主導的亚洲妇女基金会在民間募款協助賠償日本政府的戰爭責任。後來，日本記者問：「由日本百姓來捐給妳，不是一樣？」大桃阿嬤答：「不是日本百姓來害我，不是日本百姓來騙我，那我跟你們日本百姓拿錢，300萬都沒有意義！」
2000年時大桃阿嬤與滿妹阿嬤等人一起赴日參與「女性國際戰爭法庭」（簡稱東京大審）。領隊是律師莊國明，有劉黃阿桃等12位阿嬤、台北市婦女救援基金會、台灣醫界聯盟、台北市台灣婦女會 、台灣基層婦女勞工中心、高雄市女性行動協會、台灣21世紀聯合會，以及民進黨立法委員王麗萍、 民進黨市議員陳淑華、民進黨市議員高建智、媒體記者、音樂人葉昭吟等共62人。
當大桃阿嬤赴日參加求償訴訟，講述自己年輕時被騙的故事，日本聽眾聽了都流下了眼淚，她說反說不用難過，表示她運氣不好讓他們騙。半個月的時間，她就出庭五次。在第三庭時，有兩位日本記者要求錄影採訪，成首位公開給日本媒體錄影的前慰安婦臺灣阿嬤。其後，一些阿嬤也因此感謝她先願意出面。

### 老夫老妻
2006年，《聯合報》記者採訪大桃阿嬤夫妻。七十多歲才開始社運之路，十多年下來，大桃阿嬤丈夫沒對妻子說過一句反對。被問介不介意，他總淡淡一句：「她快樂就好。」當個性強悍的她說工作太累，性格憨厚的丈夫便包辦一切家事。大桃阿嬤去台北、去日本，丈夫總備妥換洗衣服，還準備點心帶上路；婦援會社工南下高雄縣鳳山去探望大桃阿嬤，她丈夫就會買菜、做飯、切水果、拿飲料招待客人。
晚年時的大桃阿嬤的健康愈來愈差，她八十多歲的丈夫佝僂著身子，依舊打點所有家事，還要按時餵老伴吃藥，攙扶上廁所、睡覺、走路。有時因為重聽，會被大桃阿嬤唸上一陣，他就乾脆裝聽不到，讓她唸個夠。
2008年，大桃阿嬤回到家族祠堂，向去世的雙親坦白過去隱瞞的往事。

### 去世之時
2011年7月，常常陪大桃阿嬤抗議的長孫因為機車事故而身亡。同年9月1日，大桃阿嬤因心肺衰竭、敗血性休克彌留，前一日才參加滿妹阿嬤告別式的柴洋子和婦援會一行人在當日下午抵達高雄長庚紀念醫院探視。柴洋子輕撫大桃阿嬤因嚴重水腫而浮腫的雙手，幾次輕聲叫喚，她還是緊閉著雙眼無動於衷。她們離去不到四個小時，阿嬤孫媳婦載著她們前往新左營車站時，一通電話告知噩耗，孫媳婦轉頭告訴說：「阿嬤走了，しばさん！阿嬤就是在等見妳最後一面。」此時的她們已是淚流滿面。